# William Joseph
William Joseph (Miami, 3 settembre 1979) è un giocatore di football americano statunitense che è attualmente free agent.

## Carriera professionistica

### New York Giants
Stagione 2003
Selezionato come 25a scelta assoluta dai New York Giants, è sceso in campo per la prima volta in una partita ufficiale il 7 settembre contro i St. Louis Rams. Ha giocato 14 partite facendo 7 tackle di cui 5 da solo, un sack, una safety e un fumble forzato.
Stagione 2004
Da titolare ha debuttato il 24 ottobre contro i Detroit Lions. Ha giocato 15 partite di cui 4 da titolare facendo 25 tackle"record personale" di cui 20 da solo, 2 sack e 2 deviazioni difensive.
Stagione 2005
Ha giocato 10 partite di cui 10 da titolare facendo 19 tackle di cui 14 da solo, 2 sack, 3 deviazioni difensive"record personale" e un fumble recuperato.
Stagione 2006
Ha giocato 16 partite di cui 3 da titolare facendo 21 tackle di cui 13 da solo, 2 sack, 2 deviazioni difensive e un fumble forzato.
Stagione 2007
Dopo la 1a settimana è stato messo sulla lista infortunati. Non ha giocato nessuna partita ma è stato membro della squadra che ha vinto il 42º Super Bowl.

### Oakland Raiders
Stagione 2008
Passa agli Oakland Raiders firmando il 5 novembre. Ha giocato 8 partite ma nessuna da titolare facendo 8 tackle di cui 3 da solo.
Stagione 2009
Il 5 settembre viene svincolato, a distanza di 5 giorni rifirma per poi esser svincolato il 14 dello stesso mese. Il 9 novembre ritorna per la 3a volta ai Raiders. Ha chiuso la stagione giocando 6 partite di cui nessuna da titolare facendo 8 tackle di cui 5 da solo.
Stagione 2010
È diventato unrestricted free agent, poi il 23 febbraio ha rifirmato con i Raiders. Il 4 settembre viene tagliato.

## Vittorie e premi
- Super Bowl : 1 Super Bowl XLII